# Jacksonoides subtilis
Jacksonoides subtilis är en spindelart som beskrevs av Fred R. Wanless 1988. Jacksonoides subtilis ingår i släktet Jacksonoides och familjen hoppspindlar. Inga underarter finns listade i Catalogue of Life.